# Cebus nigritus
Espèce
Statut de conservation UICN

 NT  : Quasi menacé
Statut CITES
Le Sapajou noir (Cebus nigritus) est une espèce de primate de la famille des Cebidae.

## Autres noms
Black tufted capuchin, black-horned capuchin. Mono cai cai, macaco-topete (Brésil).

## Distribution
Façade est de l’Amérique du Sud. Sud-est et sud du Brésil (États de l'Espírito Santo, Minas Gerais, Rio de Janeiro, Saõ Paulo, Paraná, Santa Catarina, nord et est du Rio Grande do Sul) et extrême nord-est de l’Argentine (région de Misiones), entre 20°S et 30°S. Au nord jusqu’au Rio Dôce, au nord-ouest jusqu’au haut Rio São Francisco, à l’ouest jusqu'au Rio Paraná, au sud jusqu’au bas Río Guaiba = le long des rivières Iguazu et Rio Parana

## Sous-espèces
Aucune. Incertain. Les différences phénotypiques entre les spécimens cirrifer (ouest du Rio Paraíba do Sul) et nigritus (sud du Rio Paraíba do Sul) ne suffisent pas à distinguer deux taxons. Pour les mêmes raisons, le distinguo nigritus (entre 20°S et 23°S) et cucullatus (entre environ 24°S et 30°S) proposé par Groves ne tiendrait pas.

## Habitat
Forêt tropicale de la mata atlântica, aussi bien côtière que de l’intérieur, primaire et surtout secondaire (capoeira). Rare dans le cerrado et encore plus rare dans les forêts d’araucarias, les mangroves et les savanes de campos rupestres. Plantations. Forêt de prémontagne entre 210 et 1 100 m (nord de l’Argentine, Iguazu).

## Sympatrie et association
Dans la mata atlântica de l’est brésilien, les petites unités se font déloger des sites fruitiers par les sous-groupes de muriquis mais les capucins reprennent le dessus lorsqu’ils vadrouillent bruyamment et agressivement en groupes d’une vingtaine d’individus et plus.

## Description
Léger dimorphisme sexuel (taille). Crête sagittale du mâle adulte très développée. Pelage long et soyeux. Épaules et devant des avant-bras le plus souvent noirs (cirrifer) ou le plus souvent marron noirâtre (nigritus). Dos et croupe noirs. Raie dorsale diffuse et continue (sur tout le dos). Flancs marron noirâtre homogène. Ventre et thorax le plus souvent marron noirâtre avec des zones franchement sombres (nigritus) ou le plus souvent roussâtres (cirrifer). Gorge le plus souvent marron noirâtre (nigritus) ou le plus souvent crème (cirrifer). Surface latérale des bras et des jambes le plus souvent noir brillant (nigritus) ou le plus souvent marron noirâtre (cirrifer). Surface médiale des bras et des jambes marron noirâtre. Extrémité des membres noire. Queue noire dessus et marron noirâtre dessous, avec un pinceau noir. Nuque noire. Couronne noir brillant, avec deux touffes soit le plus souvent hautes, bien développées et érigées en forme de corne (cirrifer) soit le plus souvent apparemment fondues avec les poils rebiquant sur le devant et sur les côtés (nigritus). Tête le plus souvent complètement noire (nigritus) ou le plus souvent divisée par un fin triangle sombre descendant jusqu’à la base du nez (cirrifer). Favoris et tract préauriculaire noirs. Barbe longue et épaisse.
Cas d’albinisme total. Grandes variations individuelles, notamment concernant le dessin de la tête et les touffes plus ou moins étoffées et érigées. La raie dorsale peut être presque invisible et plus ou moins large. Les flancs, le ventre, la couronne et la queue peuvent prendre de nombreuses nuances de marron du plus clair au plus sombre. Le ventre peut aussi être jaune clair, orangé, bordeaux fortement givré de poils noirs.
Brun sombre ou noirâtre voire gris. Pas de raie dorsale ou très vague. Membres noirâtres, plus sombres que le dos. Queue noire. Dessous rougeâtre profond givré de noir. Face claire ou sombre. Favoris peu marqués. Touffes de la couronne toujours présentes et en pointe, diminuant avec l’âge. Capucin à cornes noires (C. n. nigritus) : Dos brun sombre ou gris, souvent tacheté de blanc, avec une raie dorsale invisible. Dessous jaune fauve ou rougeâtre fortement givré de noir. Membres souvent un peu plus sombres que le reste du corps. Queue noire. Face claire entourée de poils blancs. Favoris peu développés. Couronne très sombre. Touffes de la couronne bien développées chez l’adulte. Capucin noir du sud (C. n. cucullatus) : Dos noirâtre avec une raie dorsale invisible. Dessous jaunâtre à roux bordeaux fortement givré de poils noirs. Membres contrastant avec le reste du corps. Queue noire. Couronne à peine plus sombre que le corps, bien moins contrastante que chez C. n. nigritus, avec des touffes de taille variable mais le plus souvent réduites.

## Mensurations
Corps de 38 à 44 cm (M) et de 34 à 40 cm (F). Queue de 38 à 50 cm.

## Domaine
2,68 km2 (SB de la Caratinga, Brésil). 1,7 km2 (PN d’Iguazú, Argentine).

## Densité
De 25 à 50/km² (fazenda Barreiro Rico). 10,2/km² (de 4,1 à 47,4/km²), à Augusto Ruschi. 0,9/km² (Serra do Brigadeiro). 24,5/km² (de 19,6 à 32,6/km²) dans la forêt de São José (São Paulo, d’après Christine Steiner).

## Comportements basiques
Diurne. Arboricole.

## Activités
Parcourt chaque jour 1,6 km (Caratinga) et 2,5 km (Iguazú). Budget d’activités (Caratinga) : recherche alimentaire visuelle (15,99 %), recherche alimentaire avec manipulation-destruction (9,94 %), recherche alimentaire par soulèvement (26,12 %), alimentation proprement dite (7,99 %), repos (5,23 %) et interactions sociales (3,59 %). Budget d’activités (Iguazú) : recherche de proies (50 à 60 %), consommation de fruits (20 à 30 %), déplacements, repos, interactions sociales (20 % environ). Connaît en détail la localisation des ressources alimentaires et adapte son parcours en conséquence. À Iguazú, ses principaux dortoirs (82 % des arbres sélectionnés) appartiennent à seulement quatre espèces d'émergents : cañafistola (Peltophorum dubium), angico rojo (Parapiptadenia rigida), copalier de Langsdorff (Copaifera langsdorffii) et peteribi (Cordia trichotoma). Ces dortoirs dotés de nombreuses grosses branches horizontales et de fourches permettent de limiter au maximum les risques de prédation. Les femelles dorment avec leurs apparentées et leur progéniture, les mâles adultes dormant parfois seuls sur des arbres voisins.

## Alimentation
Généraliste opportuniste. Quasi-omnivore à tendance frugivore. Dans le PN d’Iguazú, il consomme volontiers les petits fruits jaunes de la liane Dicella nucifera et en hiver les petits fruits orangés du palmier pindó (Syagrus romanzoffiana) et les pousses du grand bambou tacuarembó (Chusquea ramosissima). Ici, les broméliacées ne représentent que 2 % de son régime alors qu’elles en représentent une grande part pour le sapajou du Paraguay (C. (S). cay) du PN d’El Rey vivant à la même latitude mais plus à l’ouest, c’est dire l’incroyable flexibilité alimentaire des capucins.
Dans la mata atlântica, lorsque les fruits ne sont plus disponibles, il grignote les fibres de palmier et gratte l’écorce des branches mortes en quête de termites. Budget alimentaire (Caratinga) : fruits et graines (20,27 %), proies animales (23,50 %), végétaux divers (36,07 %) et canne à sucre plantée (20,16 %). La canne à sucre est surtout consommée durant les mois secs lorsqu’elle contient un maximum de sucre. Dans le PE de Tietê (São Paulo) en semi-liberté, il consomme des fourmis camponotes (Camponotus rufipes), peut-être pour se protéger contre les tiques. Ici encore, il utilise des pierres pour ouvrir les noix du palmier jerivá (Syagrus romanzoffiana), une tradition socialement transmise. Ici toujours, il attaque les jeunes opossums (Didelphis sp.) et les rats (Rattus rattus).

## Taille du groupe
24 à 29 avec 3-5 mâles adultes, 6-7 femelles adultes, 3-7 subadultes, 6-11 jeunes et 2-6 enfants (C. n. nigritus à la Caratinga). 27 (Iguazú). De 8 à 15 (Barreiro Rico). De 1 à 9 (PE du Rio Dôce). 6,5 (de 2 à 13), à Augusto Ruschi. Jusqu’à 8 (PN d’Itatiaia). L’unité sociale semble souvent plus grande que celle des sapajous amazoniens et s’apparente davantage à celles du capucins olive (C. (C.) olivaceus) et du capucin à face blanche (C. (C.) capucinus).

## Structure sociale et système de reproduction
Groupe multimâle-multifemelle. Polygamie.

## Reproduction
Un seul petit naît, entre octobre et février (PN d’Iguazú). Sur la côte atlantique, la période des naissances coïncide avec la saison des pluies en été austral. Cas de jumeaux dans le PE de Tietê.

## Communication orale
À la vue d’un prédateur, il lance des cris d’alarme et de menace, change de trajet tandis que les femelles reprennent en charge leurs grands enfants voire leurs jeunes pourtant totalement indépendants. À Iguazu (d’après Di Bitteti), les mâles jeunes comme adultes poussent un ‘wah wah wah’ en réponse à un bruit soudain, puissant et de basse fréquence (comme le tonnerre ou la chute d’un arbre voire d’une branche), cette vocalisation dure 2-3s et induit un arrêt immédiat de l’activité précédente et un état d’alerte : ce cri est parfois poussé par les deux sexes dans un contexte strictement social et pourrait donc fonctionner comme un cri d’apaisement (d’après Briseida Dôgo de Resende et al., dans le São Paulo).

## Prédateurs
Buses (Buteo sp.), tayra, ocelot et chiens (Caratinga). Spizaète orné (Spizaetus ornatus), harpie féroce (Harpia harpyja), jaguar et puma (Argentine).

## Menaces
Déforestation.

## Conservation
R. de Feliciano Miguel Abdala - dont SB de la Caratinga, R. de Caraça, PE du Rio Dôce, PE de la Serra do Brigadeiro, PE d’Ibitipoca, PE de Nova Baden, fazenda Esmeralda et fazenda Córrego do Ouro (État du Minas Gerais), Rfo. de Goitacazes, RB d’Augusto Ruschi, PE de Pedra Azul, Rfo. de Mestre Álvaro, Rfo. de Duas Bocas, A. protégée du Maciço central dont PE de Fonte Grande, PN de Caparaó, Rfo. de Bananal do Norte et Rfo. d’Usina (État de l’Espírito Santo), PN de Desengano, PN de la Serra dos Órgãos, R. de Poço das Antas, RE de Guapi Açu et PE de Pedra Branca/Tijuca (État du Rio de Janeiro), PN d’Itatiaia (États de Rio de Janeiro et du Minas Gerais), A. protégée de la Serra da Mantiqueira (États du Minas Gerais et de São Paulo), PN de la Serra da Bocaina (États de Rio de Janeiro et de São Paulo), PE d’Ilhabela, RB de Paranapiacaba, PE de la Serra do Mar, PE de Cantareira, PE Albert Loëfgren, PE de Jaraguá, Fazenda Barreiro Rico, PE de Vassununga, PE de Porto Ferreira, PE de Carlos Botelho, PN d’Intervales, PE de l’Alto Ribeira et PE de l’Ilha do Cardoso, Fazendas de Ponte Branca et de Santa Mônica, d’Anhangaí/Varjão/Ipe/São Martinho et de Macaúba, de Bom Augúreo/Rio Morto et de Macuquinho, de Córrego do Boi/Monte Rosa/Rancho Grande et de Pitangueiras/Retanco, Fazenda São José de Rio Claro + PE de Tietê en semi-liberté (État de São Paulo), F. nationale d’Irati, A. de protection environnementale de Guaraqueçaba (dont RN de Salto Morato), PE du pic Marumbi, P. de Cianorte, PE de Lago Azul, PE de Vila Rica et PN d’Iguaçu (État du Paraná), PE de la Serra do Tabuleiro et PN de la Serra d’Itajaí (État de Santa Catarina), PN des Aparados da Serra, PE do Espigão Alto et PE de Rondinha (État du Rio Grande do Sul), au Brésil. PN d’Iguazú et R. de la Bisposhère de Yabotí (extrême nord-est de l’Argentine).

## Statut
Quasi menacé.